# Al Murray
Alastair James Hay Murray (nacido el 10 de mayo de 1968; Buckinghamshire, Inglaterra), más conocido como Al Murray, es un comediante británico tanto de televisión como de radio. The Pub Landlord es una de sus obras en su carrera.
Murray se presentó como candidato para la circunscripción de Thanet South a las elecciones generales del Reino Unido de 2015.

## Enlaces externos

Escudo de la familia Murray